# Arasada albicosta
Arasada albicosta är en fjärilsart som beskrevs av George Francis Hampson 1894. Arasada albicosta ingår i släktet Arasada och familjen nattflyn. Inga underarter finns listade i Catalogue of Life.